# 불랑기자포
불랑기자포(佛狼機子砲)는 불랑기에 장착되던 자포를 말한다. 불랑기국이란 15세기경의 유럽을 총칭하는 말이다. 따라서 이 화기는 당시 서양에서 만들어져 동양으로 전해진 신식무기인 사실을 쉽게 알 수 있다. 구체적으로 불랑기는 15세기 경 포르투갈 등 서구제국에서 제작되어 1517년경에 유럽의 상선을 통하여 중국 광동에 전해진 서양제 화기였다.

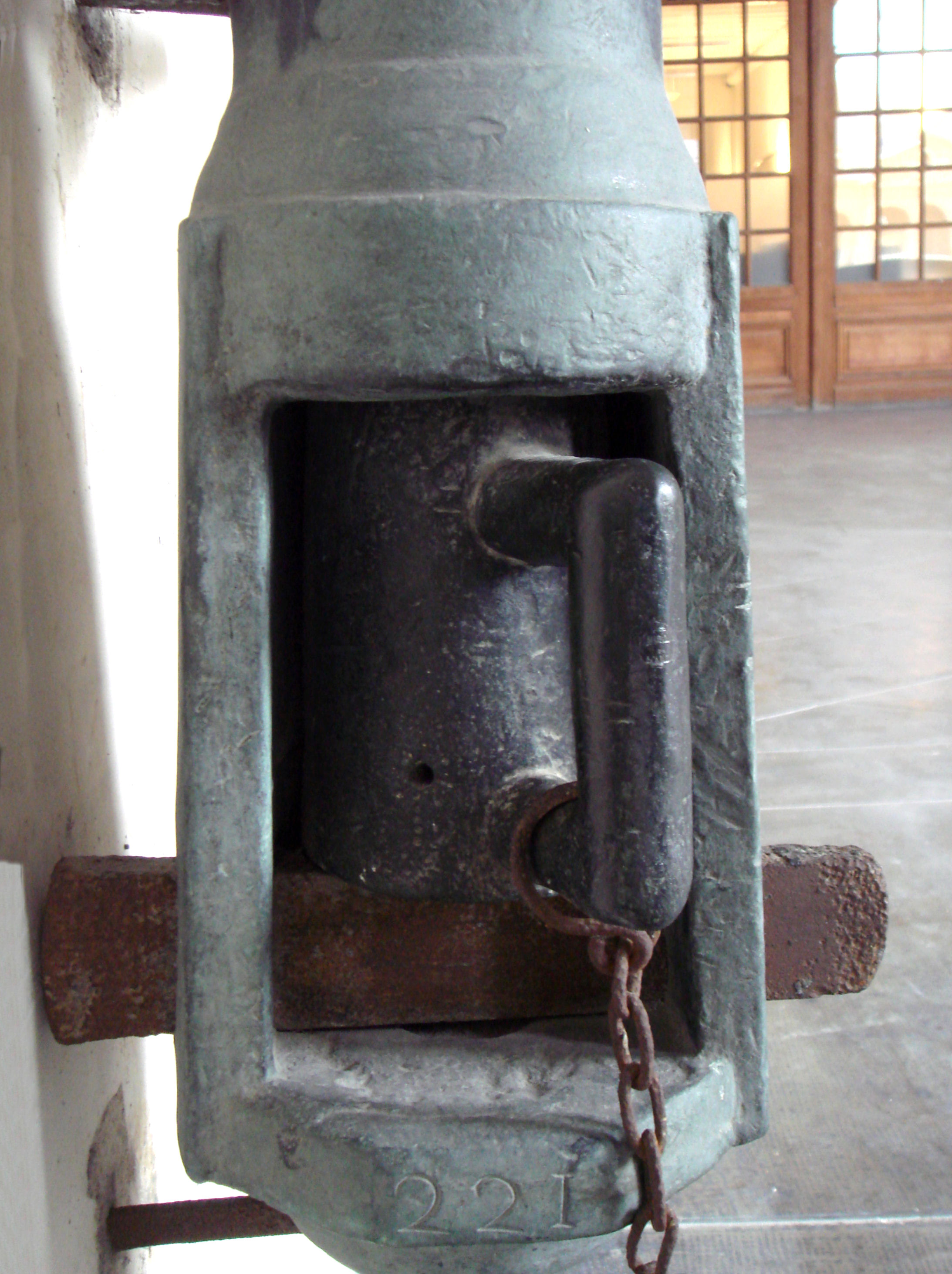
프랑스의 불랑기자포.

이 불랑기가 한국 문헌에 처음 등장하는 시기는 1593년 1월 임진왜란 때로 평양성 탈환에서 명나라 군대가 사용하였다. 그리고 징비록에는 선조 25년에 처음으로 불랑기를 제작하여 시험 발사한 것으로 전한다. 이후 선조 36년에 한효순이 집필한 신기비결에 불랑기에 관한 훈련법이 기록되고, 순조 13년에 만들어진 융원필비에도 주요화기로 취급되었다. 그리고 실물자료도 현재까지 14점이나 확인되었다. 이로 미루어 불랑기는 조선후기 조선군의 주력화기였던 것을 알 수 있다. 더욱이 불랑기는 근세까지 계속적으로 사용되어, 신헌이 동차와 마반차를 개발하게 되면서 4바퀴 수레에 설치되어 사용되었다. 그리고 고종 8년의 신미양요 때에는 미국의 기함인 콜로라도를 선두로 한 전함 2척, 순양함 2척 등 5척의 군함이 강화의 초지진과 광성보진에 침입하였을 때 사용되었다.

## 같이 보기
- 불랑기포

## 참고 문헌
본 문서에는 서울특별시에서 지식공유 프로젝트를 통해 퍼블릭 도메인으로 공개한 저작물을 기초로 작성된 내용이 포함되어 있습니다.